# Gatillo de trauma
Un gatillo de trauma (del inglés trauma trigger) o simplemente gatillo es un estímulo psicológico que desencadena el recuerdo involuntario de una experiencia traumática previa. Este estímulo no necesita ser inherentemente aterrador o traumático y puede estar relacionado de manera indirecta o superficial con un incidente traumático anterior, como un olor o una prenda de vestir. Los gatillos pueden ser sutiles, individuales y difíciles de prever para otras personas. Un gatillo de trauma también puede denominarse estímulo traumático, factor de estrés traumático o recordatorio traumático.
El proceso de asociar una experiencia traumática con un gatillo se conoce como acoplamiento traumático. Cuando un trauma es "disparado" por un gatillo, la respuesta involuntaria va mucho más allá de una simple incomodidad y puede sentirse abrumadora e incontrolable, manifestándose como un ataque de pánico, un flashback o un impulso intenso de huir a un lugar seguro. Evitar los gatillos de trauma, y por ende las reacciones extremas que pueden provocar, es un síntoma conductual común del trastorno por estrés postraumático (TEPT) y del trastorno por amargura postraumático (TAPT), una condición tratable y generalmente temporal en la que las personas pueden experimentar síntomas emocionales o físicos abrumadores cuando algo les recuerda o «dispara» la memoria traumática de un evento traumático. La evitación prolongada de estos gatillos aumenta la probabilidad de que la persona afectada desarrolle un nivel incapacitante de TEPT. Identificar y abordar los gatillos de trauma es una parte fundamental del tratamiento del TEPT.
Una «advertencia de gatillo» es un mensaje dirigido a una audiencia sobre el contenido de una obra mediática, alertándola de que podría contener material potencialmente perturbador. Un término más genérico, no específicamente relacionado con el TEPT, es «advertencia de contenido».

## Gatillos
El gatillo puede ser cualquier cosa que provoque miedo o recuerdos perturbadores en la persona afectada y que esta asocie con una experiencia traumática previa. Así como el trauma psicológico no es simplemente una experiencia desagradable o adversa, un gatillo de trauma no es algo que meramente cause incomodidad u ofensa. Algunos gatillos comunes incluyen:
- Un olor particular,[10] como césped recién cortado, la fragancia de una loción postafeitado o un perfume.[6] El sentido del olfato puede estar más estrechamente conectado con los recordatorios traumáticos que otras experiencias sensoriales.[12]
- Un sabor específico,[6] como la comida consumida durante o poco antes de una experiencia traumática.
- Un sonido particular,[10][13] como el ruido de un helicóptero o una canción.[1]
- Una textura específica.[1][14]
- Ciertos momentos del día,[10][13] por ejemplo, el atardecer o el amanecer.[1]
- Ciertas épocas del año o fechas específicas, como el clima otoñal que recuerda la experiencia de una persona durante los atentados del 11 de septiembre,[14] o el aniversario de una experiencia traumática.[6]
- Imágenes[13] (reales, fotos, películas o videos), como un árbol caído o una luz brillando en un ángulo particular.[6]
- Lugares,[10] por ejemplo, un baño o todos los baños.[15]
- Una persona,[13] especialmente alguien que estuvo presente durante un evento traumático o que se asemeja en algún aspecto a alguien involucrado en ese evento.[10]
- Una discusión.[10]
- Una sensación en la piel,[6] como la sensación de un reloj de pulsera que recuerda a unas esposas, o el contacto sexual para víctimas de agresión sexual.[6]
- La posición del cuerpo.[16]
- Dolor físico.[6][16]
- Emociones, como sentirse abrumado, vulnerable o sin control.[1][14]
- Una situación particular, por ejemplo, estar en un lugar concurrido.[1]

El gatillo suele ser personal y específico. Sin embargo, no necesita estar estrechamente relacionado con la experiencia real. Por ejemplo, tras la Guerra del Golfo, algunos israelíes percibían el sonido de una motocicleta acelerando como un gatillo, asociándolo con el sonido de las sirenas que escucharon durante la guerra, a pesar de que la similitud entre ambos sonidos es limitada.
La representación realista de violencia gráfica en medios visuales puede exponer a algunas personas afectadas a gatillos mientras ven películas o televisión.

## Experiencias

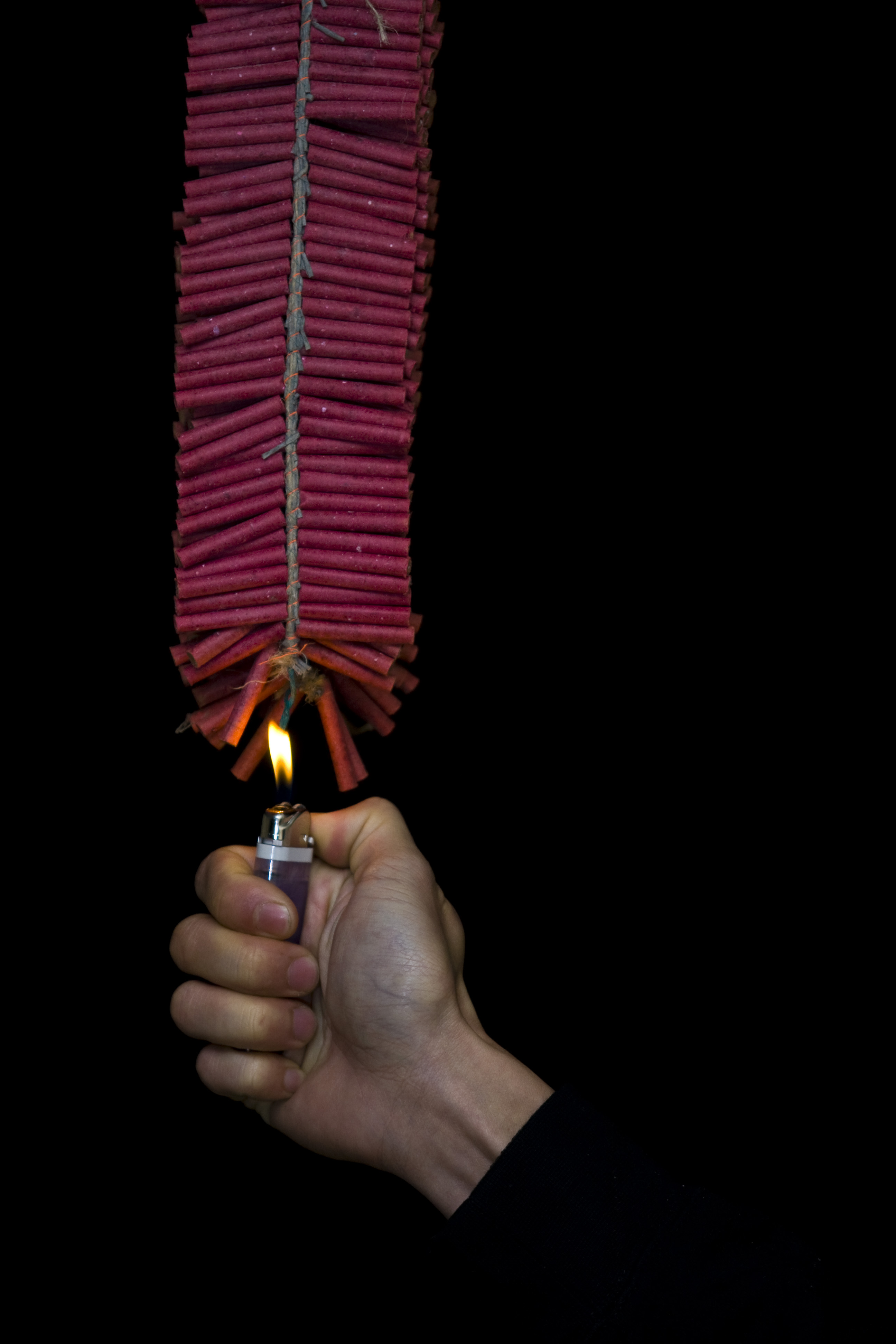
El estallido de los petardos puede ser un gatillo de trauma para algunas personas.

Las personas que han experimentado un trauma y desarrollado gatillos pueden entrar en pánico al enfrentarse a ellos, especialmente si son inesperados. Por ejemplo, el ruido de fuegos artificiales puede resultar insoportable para un veterano de guerra cuyo trauma va unido a ruidos fuertes y repentinos como gatillo.

## Advertencias de gatillo
Las advertencias de gatillo (del inglés trigger warning), también conocidas como advertencias de contenido, son mensajes que alertan a una audiencia sobre la presencia de escritura, imágenes o conceptos potencialmente perturbadores en una obra. Las advertencias de contenido se han utilizado ampliamente en medios masivos sin conexión directa con el trauma, como las directrices parentales para la televisión en los Estados Unidos, que indican que un programa incluye contenido que algunas familias podrían considerar inapropiado para sus hijos. El término "advertencias de gatillo", con su contexto específico de trauma, se originó en sitios web feministas que discutían la violencia contra las mujeres, extendiéndose luego a otros ámbitos, como medios impresos y cursos universitarios. Aunque se reconoce que cualquier visión, sonido, olor, sabor, tacto, sentimiento o sensación podría ser un gatillo, las advertencias de gatillo suelen presentarse en un rango relativamente estrecho de material, especialmente contenido sobre abuso sexual y enfermedad mental (como suicidio, trastorno alimentario y autolesión).
En libros de no ficción y videos en línea, solo capítulos o segmentos específicos pueden incluir advertencias de gatillo, proporcionando marcas de tiempo y números de página que permiten a la audiencia omitir fácilmente ciertas partes en lugar de la obra completa. Esto puede ser más difícil en obras de ficción, donde omitir partes interrumpe el flujo narrativo.

### Controversia en la educación superior
La idea de proporcionar advertencias de contenido a estudiantes universitarios sobre sus cursos ha sido objeto de debate y politización. Gran parte de la controversia se centra en advertencias generales dadas a todos los estudiantes sobre la presencia de temas generalmente incómodos en el currículo, como racismo y misoginia. No hay disputa significativa sobre ofrecer adaptaciones razonables a un pequeño número de estudiantes (generalmente personal militar actual o retirado y sobrevivientes de agresión sexual) que califican como discapacitados por TEPT y cuya capacidad de aprendizaje puede mejorar, por ejemplo, al advertir previamente que la próxima lectura contiene una descripción detallada de un evento violento o que una demostración de péndulo balístico producirá sonidos fuertes.
En 2014, la Asociación Americana de Profesores Universitarios criticó el uso de advertencias de contenido generales en contextos universitarios, afirmando: “La presunción de que los estudiantes necesitan ser protegidos en lugar de desafiados en el aula es a la vez infantilizante y antiintelectual. Prioriza la comodidad sobre el compromiso intelectual y... destaca temas políticamente controvertidos como sexo, raza, clase, capitalismo y colonialismo para atención especial”. Esta visión es apoyada por algunos profesores como Richard McNally, profesor de psicología en Harvard, y algunos profesionales médicos psiquiátricos, como Metin Basoglu y Edna Foa. Ellos creen que las advertencias de gatillo incrementan los comportamientos de evitación en personas con TEPT, lo que dificulta superar el trastorno, crean una cultura que reduce la resiliencia, se orientan más hacia el alardeo moral política y son “contraproducentes para el proceso educativo”.
Desde la publicación del informe de la Asociación Americana de Profesores Universitarios, otros profesores, como Angus Johnston, han apoyado las advertencias de gatillo como parte de una pedagogía sólida. Otros profesores favorables han afirmado que “el propósito de las advertencias de gatillo no es hacer que los estudiantes eviten contenido traumático, sino prepararlos para ello y, en circunstancias extremas, proporcionar modos alternativos de aprendizaje”.
Las universidades han adoptado posturas diferentes sobre este tema. En una carta de bienvenida a nuevos estudiantes, la Universidad de Chicago escribió que su “compromiso con la libertad académica significa que no apoyamos las llamadas advertencias de gatillo”, no cancelan oradores controvertidos ni “condonan la creación de 'espacios seguros' intelectuales donde los individuos puedan retirarse de pensamientos e ideas opuestas a las suyas”. Por otro lado, estudiantes de Universidad de California en Santa Bárbara adoptaron la posición opuesta en 2014, aprobando una resolución no vinculante a favor de advertencias de gatillo obligatorias para clases que pudieran contener material potencialmente perturbador, alentando a los profesores a informar a los estudiantes y permitirles omitir clases que pudieran incomodarlos.

### Valor limitado para uso general
Aunque el tema ha generado controversia política, la investigación sugiere que las advertencias de gatillo no son ni perjudiciales ni especialmente útiles. Entre personas sin experiencias traumáticas, "las advertencias de gatillo no afectaron las respuestas de ansiedad ante material potencialmente perturbador en general". Además, los estudios discrepan sobre si las advertencias de gatillo causan aumentos transitorios de ansiedad en aquellos sin experiencias traumáticas. Para participantes que reportaron un diagnóstico de TEPT o que calificaron para un probable TEPT, las advertencias de gatillo tuvieron poco efecto estadísticamente significativo. Los efectos sobre sentimientos de evitación, resiliencia reducida u otros resultados negativos han sido triviales en entornos de investigación controlados.
Aunque las advertencias de gatillo han suscitado un gran debate, pocos estudios han investigado cómo responden normalmente los estudiantes al material que puede resultar disparador. En un estudio de 2021, 355 estudiantes universitarios de cuatro universidades leyeron un pasaje en el que se describían incidentes de agresión física y sexual. Se midieron medidas longitudinales de angustia subjetiva, síntomas de TEPT y reactividad emocional. Más del 96 % de los participantes leyeron el pasaje gatillo incluso cuando se les dio una alternativa no disparadora para leer. De los que leyeron el pasaje gatillo, los que tenían traumas disparadores no informaron de más angustia, aunque sí lo hicieron los que tenían puntuaciones más altas de TEPT. Dos semanas después, aquellos con traumas disparadores y/o TEPT no informaron de un aumento de los síntomas de trauma como resultado de la lectura del pasaje gatillo. Además, los alumnos con traumas relevantes no evitan el material disparador y los efectos parecen ser breves. Asimismo, los alumnos con TEPT no informan de una exacerbación de los síntomas dos semanas después en función de la lectura del pasaje.

## Historia
Los gatillos de trauma han sido reconocidos por profesionales médicos desde el siglo XIX.